# Élisabeth Chojnacka
Élisabeth Chojnacka, nacida como Elżbieta Chojnacka (Varsovia, 10 de septiembre de 1939 - París, 28 de mayo de 2017) fue una clavecinista polaca que residió en París durante la mayor parte de su vida. Reconocida por su técnica en el clavecín a nivel internacional, se caracterizó por especializarse en el repertorio contemporáneo. Más de ochenta compositores escribieron obra original para ella.

## Biografía
Élisabeth Chojnacka nació en Varsovia, Polonia, el 10 de septiembre de 1939. Sus padres fueron Tadeusz Chojnacki y Edwarda Chojnacka. Se casó con Georges Lesevre.

### Carrera
Realizó sus estudios musicales en la Academia de Música de Varsovia, finalizándolos en 1962. A pesar de las restricciones políticas de la época, pudo mudarse a París, ciudad en la que estudió con la clavecinista belga Aimée van de Wiele. En 1968, Chojnacka obtuvo un premio internacional por su interpretación del clavecín en Vercelli.
Dentro de su repertorio había cerca de 300 piezas, las cuales abarcaban tanto obras del renacimiento y barrocas, como piezas de compositores del siglo XX.
En 1995 comenzó a dar clases en el Mozarteum de Salzburgo, en la materia de clavecín contemporáneo.
Elisabeth Chojnacka interpretaba en un clavecín moderno el cual contaba con un pedal para amplificar el sonido, construido por Anthony Sidey.

### Muerte
Chojnacka falleció el 28 de mayo de 2017, en la ciudad de París.

## Obras dedicadas a Chojnacka
Debido a su técnica destacada, la musicalidad de su interpretación y el entusiasmo que tuvo de la música del siglo XX, alrededor de 80 compositores escribieron música para ella, entre los que destacan: Xenakis, Górecki, Bussotti, Donatoni, Ferrari, Kessler, Halffter, Mâche, Ligeti, Nyman, Montague, Ohana y Penderecki.
De György Ligeti interpretó su Passacaglia Ungherese, Hungarian Rock, Continuum y el Ricercare – Omaggio a Frescobaldi; de Henryk Gorecki, su Concierto para Clavecín y orquesta de cuerdas Op. 40.
En los años 70 y 80, Xenakis compuso A l’lle de Gorée para clavecín amplificado y orquesta de cámara, Komboï y Oophaa para clavecín amplificado y percusiones, así como las obras para clavecín solo Khoai y Naama, realizadas para Elisabeth Chojnacka, debido a que ella solía tocar en un clavecín moderno, con un registro más amplio que los clavecines históricos, lo que permitía mayores posibilidades. Asimismo, en las obras para clavecín y percusiones, trabajó con el percusionista Sylvio Gualda.
La pieza Herbania, de Tomás Marco, está dedicada a Chojnacka.

## Discografía
- 1977 - Clavecin d'aujourd'hui, Erato
- 1978 - Ohana, Erato
- 1980 - Le nouveau clavecin, Erato
- 1982 - L'avant-garde du passé, Erato
- 1984 - Xénakis, Erato
- 1990 - Rhythm Plus, Adda
- 1990 - Clavecin espagnol du XXème Siècle, Adda
- 1994 - Scott Joplin, Auvidis
- 1995 - Górecki, Nonesuch
- 1995 - Plus que Tango, Auvidis-Valois
- 1997 - György Ligeti 7, Sony Classical
- 1999 - Poulenc, Naxos
- 2000 - Energy, Opus 111
- 2002 - Ohana: Le Clavecin, Timpani
- Clavecin 2000, Philips